# Отто Тауншип (округ Маккін, Пенсільванія)
Отто Тауншип (англ. Otto Township) — селище (англ. township) в США, в окрузі Маккін штату Пенсільванія. Населення — 1516 осіб (2020).

## Демографія
Згідно з переписом 2010 року, у селищі мешкало 1556 осіб у 625 домогосподарствах у складі 454 родин. Було 691 помешкання
Расовий склад населення:
| - 98,3 % — білих - 0,5 % — корінних американців - 0,2 % — азіатів - 0,1 % — чорних або афроамериканців |

До двох чи більше рас належало 0,8 %. Частка іспаномовних становила 0,5 % від усіх жителів.
За віковим діапазоном населення розподілялося таким чином: 23,3 % — особи молодші 18 років, 59,2 % — особи у віці 18—64 років, 17,5 % — особи у віці 65 років та старші. Медіана віку мешканця становила 42,7 року. На 100 осіб жіночої статі у селищі припадало 101,0 чоловіків;  на 100 жінок у віці від 18 років та старших — 96,4 чоловіків також старших 18 років.
Середній дохід на одне домашнє господарство  становив 56 792 долари США (медіана — 46 296), а середній дохід на одну сім'ю — 58 266 доларів (медіана — 50 625). Медіана доходів становила 47 063 долари для чоловіків та 37 222 долари для жінок. За межею бідності перебувало 10,5 % осіб, у тому числі 13,1 % дітей у віці до 18 років та 1,1 % осіб у віці 65 років та старших.
Цивільне працевлаштоване населення становило 705 осіб. Основні галузі зайнятості: виробництво — 28,7 %, освіта, охорона здоров'я та соціальна допомога — 20,7 %, роздрібна торгівля — 13,9 %.